# Gustav Casmir
Gustav Casmir (Berlín, Imperi Alemany 1874 - ? 1910) fou un tirador d'esgrima alemany, guanaydor de quatre medalles als Jocs Olímpics d'Estiu de 1906.

## Biografia
Va néixer el 5 de novembre de 1874 a la ciutat de Berlín, població situada en aquells moments a l'Imperi Alemany i avui dia a Alemanya. Fou oncle del tirador d'esgrima i medallista olímpic Erwin Casmir.
Va morir en una població desconeguda el 2 d'octubre de 1910.

## Carrera esportiva
Va participar, als 29 anys, en els Jocs Olímpics d'Estiu de 1904 realitzats a Saint Louis (Estats Units), on va aconseguir finalitzar quart en les proves individuals d'espasa i floret. En els Jocs Olímpics d'Estiu de 1906 realitzats a Atenes (Grècia), i actualment no reconeguts com a oficials pel Comitè Olímpic Internacional (COI), va aconseguir guanyar la medalla d'or en les proves de sabre per equips i sabre (tres cops), així com la medalla de plata en les proves de floret i sabre. També participà en la prova per equips d'espasa, on finalitzà cinquè.